# Ridiche neagră
Ridichea neagră (Raphanus sativus varietatea niger) este un soi de ridiche cu rădăcină comestibilă. Aceasta are pielea negră și carnea albă. Gustul înțepător este dat de compuși chimici pe care planta îi produce pentru a se apăra de dăunători. Câțiva dintre acești compuși, cei mai notabili fiind  fitonutrienții, sunt produși în concentrații mari. 

## Istoric
Ridichea neagră cel mai probabil a provenit din Raphanus maritimus în timp ce celelalte soiuri de ridiche provin din  Raphanus landra. Agricultura ridichei negre este evidențiată în mormintele  Egiptului Antic.. Siria este cea mai probabilă origine a ridichei negre.  Prima mentiune in Europa este din 1548.

## Conține
- glucide
- izotiocianați
- uleiuri esențiale
- enzime
- inhibitori de enzime
- microelemente
- vitaminele B și C
- Flavonoide
- rafanol

## Utilizare

### Utilizarea ca aliment
Ridichea neagră poate fi consumată crudă ca salată sau gătită în supe sau tocănițe. Atâta timp cât pielea neagră pare proaspătă și nu miroase a mucegai, acesta poate fi consumat, de asemenea. Gustul puternic al rădăcinii poate fi redus prin adăugarea de sare la rădăcina crudă.